# Francis Danby
Pour les articles homonymes, voir Danby.
Francis Danby (16 novembre 1793 - 9 février 1861) est un peintre irlandais de l'époque romantique,. Il est surtout connu pour ses paysages tourmentés et ses représentations de crépuscules sombres. Son Déluge se trouve à la Tate Gallery.

## Biographie
Né dans le Sud de l'Irlande, il a un frère jumeau ; son père, James Danby, exploite une petite propriété qu'il possède près de Wexford, mais sa mort, en 1807, contraint la famille à partir pour Dublin, alors que François va encore à l'école. Il commence à pratiquer le dessin dans les écoles de la Royal Dublin Society, et, sous la direction d'un jeune artiste assez fantaisiste du nom de James Arthur O'Connor, il commence à peindre des paysages. Danby fait également la connaissance de George Petrie, et tous les trois partent pour Londres en 1824.
Cette expédition, entreprise avec des fonds très insuffisants, tourne court très vite, et ils se voient contraints de rentrer à pied. À Bristol où ils se sont arrêtés, Danby, voyant qu'il pourrait gagner un peu d'argent en dessinant des aquarelles, y reste, travaille avec zèle, envoye des œuvres importantes pour être exposées à Londres, et ses grandes peintures à l'huile attirent bien vite l'attention.

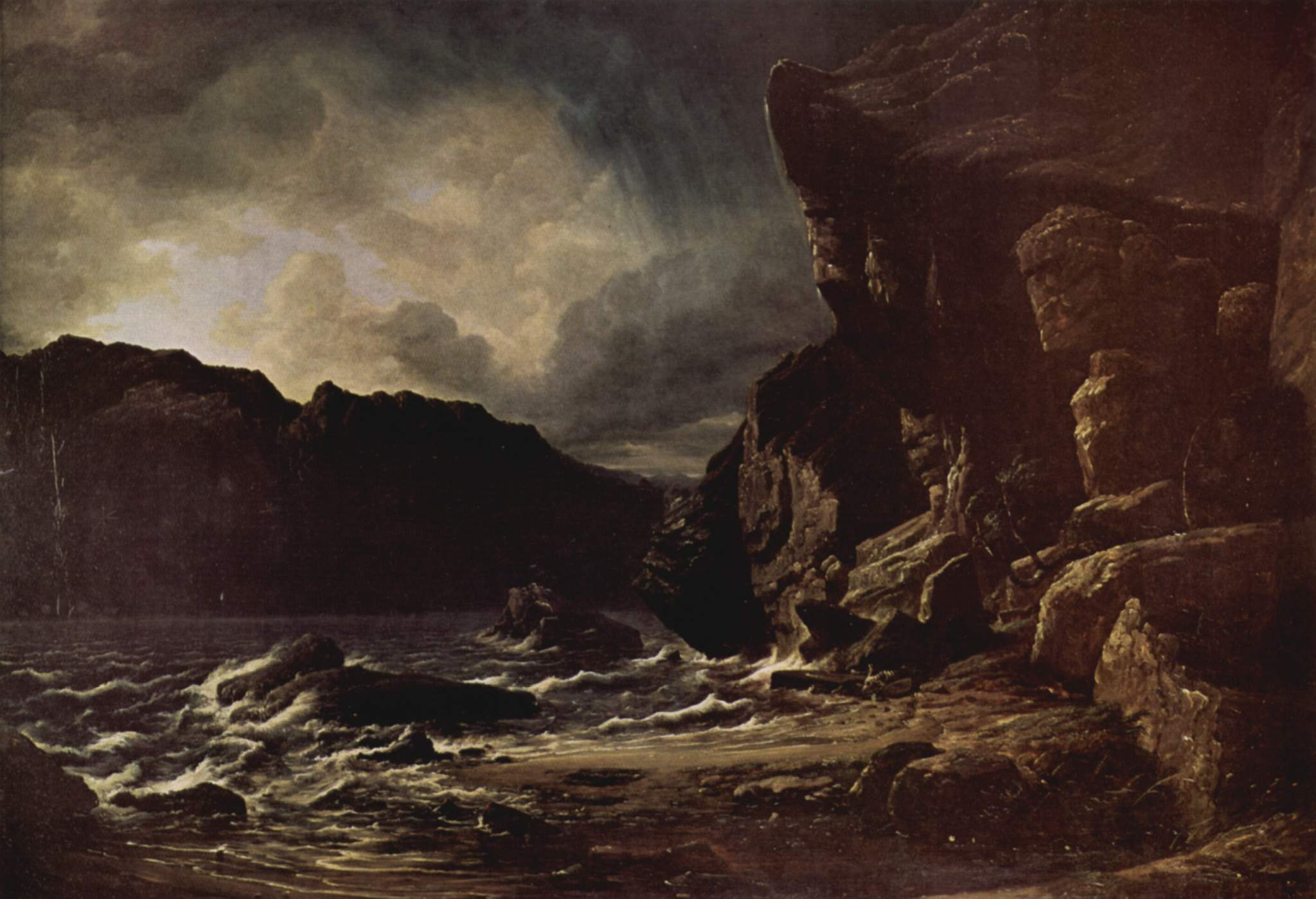
Liensfiord, inspiré par les fjords norvégiens, 1841

Danby peint de « vastes toiles illusionnistes » comparables à celles de John Martin - avec « des sujets solennels, sombres et fantastiques qui correspondaient exactement au goût byronien des années 1820. » 
L'Upas (The Upas Tree )(1820) et La Délivrance des Israélites (The Delivery of the Israelites) (1825) lui vaut d'être élu comme membre associé par la Royal Academy. Il quitte Bristol pour Londres et, en 1828, il expose son Ouverture du Sixième Sceau ( Opening of the Sixth Seal) à la British Institution et reçoit de cet organisme un prix de 200 guinées ; cette peinture est suivie de deux autres sur le thème de l'Apocalypse.
En 1829 la femme de Danby l'abandonne, pour s'enfuir avec le peintre Paul Falconer Poole. Danby quitte Londres, déclarant qu'il n'y vivrait plus jamais, et que l'Académie, au lieu de l'aider, lui avait nui d'une façon ou d'une autre. Pendant une décennie, il mène une vie de Bohème en Suisse sur le Lac Léman, avec des fantaisies de construction de bateaux, et ne peignant que de temps en temps. Par la suite, il s'installe à Paris où il vit un court moment.
Il revient en Angleterre en 1840, alors que ses fils, James et Thomas, sont grands, devenus artistes tous les deux. La même année Danby expose son Déluge, vaste et puissant (5 mètres de large) ; le succès de ce tableau, « la plus grande et la plus dramatique de toutes ses visions martinesques, relancent sa réputation et sa carrière. Parmi les autres peintures de lui, on trouve L'Âge d'Or (The Golden Age) (vers 1827, exposé en 1831), Riches et rares étaient les pierres précieuses qu'elle portait (Rich and Rare Were the Gems She Wore) (1837), et Le Fusil du Soir (The Evening Gun) (1848).
Certains des derniers tableaux de Danby, comme L'Hymne de la Nymphe du Bois au Soleil levant (The Woodnymph's Hymn to the Rising Sun) (1845), tendent vers une manière plus apaisée, plus retenue et plus gaie que celle de son premier style, mais il revient à ce dernier pour Le Naufrage (The Shipwreck) (1859). Il vit ses dernières années à Exmouth dans le Devon, où il meurt en 1861. À côté de John Martin et de J. M. W. Turner, Danby prend sa place parmi les plus grands artistes britanniques de l'époque romantique.
Les deux fils de Danby sont des peintres paysagistes. L'aîné, James Francis Danby (1816-75), expose à la Royal Academy. « Il excellait à peindre le lever et le coucher du soleil. » Le plus jeune, Thomas Danby (1817-86), se spécialise dans les aquarelles représentant des scènes du Pays de Galles. En 1866, il est proposé comme membre associé de la Royal Academy, mais il manque son élection d'une voix.

## Œuvres

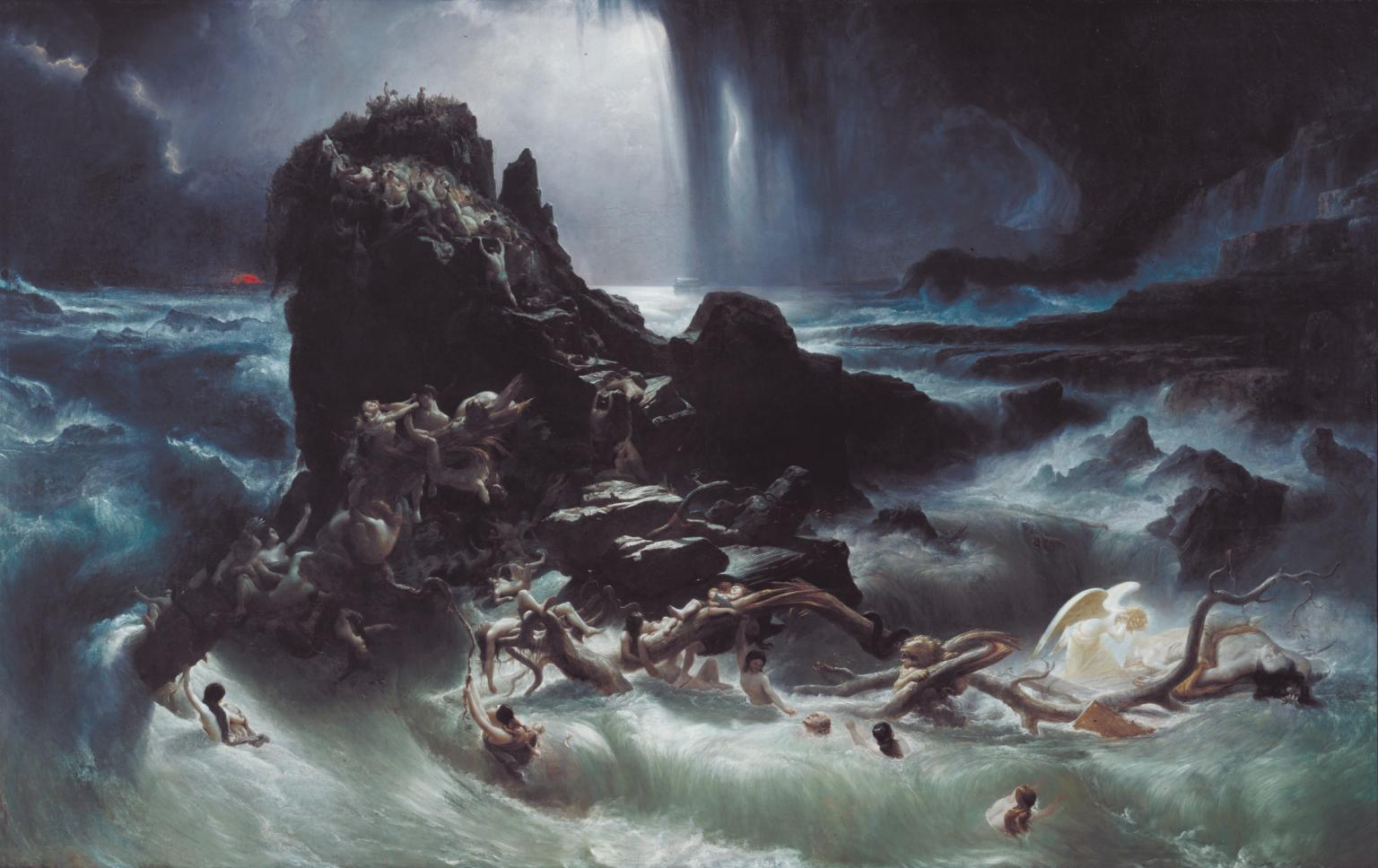
Le déluge (1840).
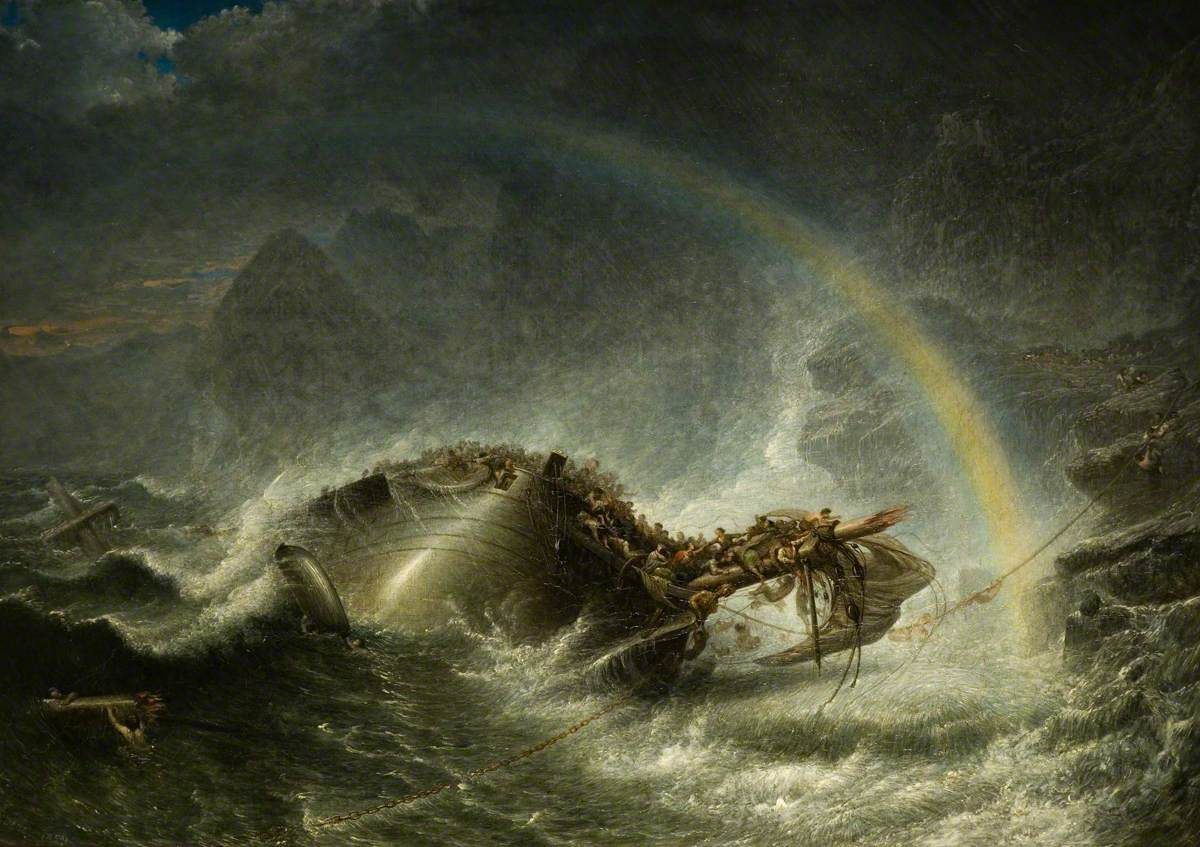
Le Naufrage (1859).